# Сражение за Сен-Готард
Сражение за Сен-Готард произошло с 24 сентября 1799 года на перевале Сен-Готард во время Войны второй коалиции. В нем российская армия под командованием генерал-фельдмаршала А. В. Суворова при поддержке двух австрийских бригад разбила французскую дивизию дивизионного генерала Клода Жака Лекурба и захватила перевал, продолжив наступление в Швейцарию.

## Перед сражением

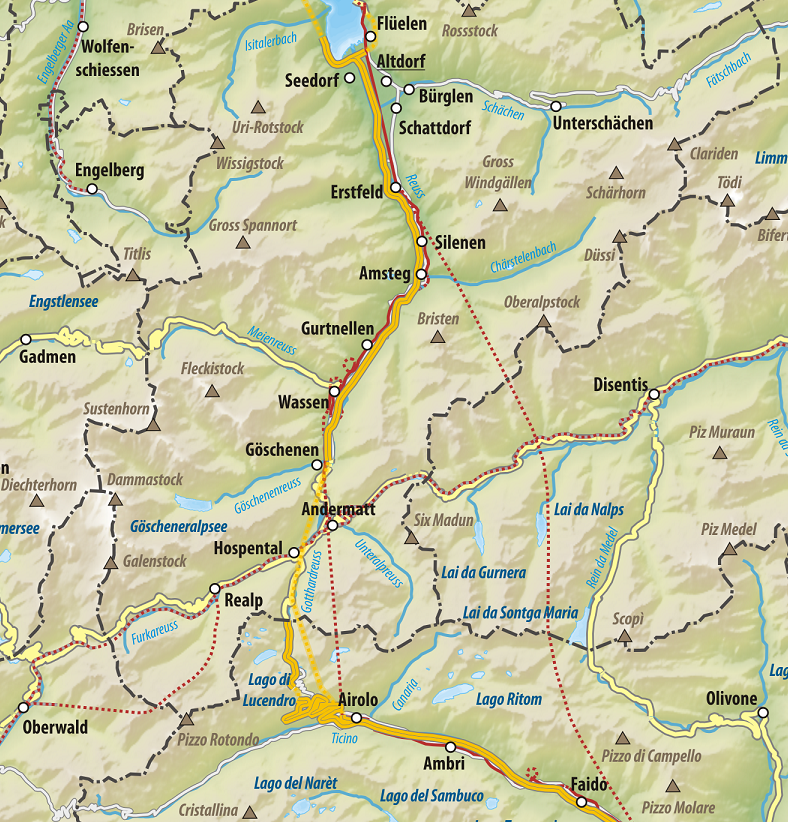
Карта-схема района сражения

10 (21) сентября войска А. В. Суворова выступили в Швейцарский поход. Войска двумя колоннами выдвигались к подножию Сен-Готарда. На третий день похода 12 (23) сентября левая колонна — корпус Дерфельдена с австрийской бригадой фон Штрауха — дошла до Дацио, где находился французский аванпост. Суворов остановил колону В. Х. Дерфельдена, чтобы дать возможность колонне А. Г. Розенберга обойти позицию французов на Сен-Готарде. Только обходное движение его корпуса могло открыть путь Суворову на Сен-Готард.
Сен-Готард занимала бригада Гюдена (4300 человек), три батальона которой занимали вершину и были выдвинуты в Айроло, один батальон стоял на дороге в Валлис, у перевала Фурка, два батальона — на перевале между долинами Тавеч ((Туеч)) и Урсерен, у озера Обер-Альп. Бригада Луазона была растянута от Урсерена до Альтдорфа, где находился штаб генерала Лекурба, командовавшего французскими войсками правого крыла, оборонявшими Сен-Готард и долины реки Ройс.
Движение корпуса А. Г. Розенберга (6000 человек) и его авангарда под командованием М. А. Милорадовича проходило по трудной горной местности. 21 сентября корпус дошёл до Донджио, 22-го — до горы Лукманиер. 23-го вышел к Дисентису, где встретился с австрийской бригадой Франца фон Ауфенберга, затем продолжил путь и к концу дня расположился на бивак у Тавеча (Туеч).

## Ход сражения
24 сентября, рано утром, Суворов начал наступление на Сен-Готард. Правая колонна (авангард П. И. Багратиона и дивизия Я. И. Повало-Швейковского) наступала через Валле; левая (два австрийских и один российский батальоны) — на верховья реки Тичино, чтобы блокировать долину и отразить возможную атаку дивизии Луи-Мари Тюрро со стороны Нифенского прохода; средняя (дивизия И. И. Ферстера, два австрийских батальона и вся артиллерия) — по дороге из Айроло.
Продвижение сильно отставало от графика, поэтому атака началась только в 14:00. После упорного боя, французы (67-я полубригада), атакованные с фронта и обойденные слева, отступили за речку Серечия и заняли позицию в узкой долине Валь-Тремола на дороге, которая переходила с одного берега речки на другой. Их новая позиция была атакована обеими русскими дивизиями с фронта и правого фланга, и французы с боями отступили на самую вершину Сен-Готарда.
Бригада Гюдена, подкрепленная подразделениями Луазона, заняла позицию впереди монастыря (Госпис). Две атаки с фронта были отбиты с тяжелыми потерями для атакующих (всего до 1200 человек). Только в четыре часа дня, когда появился авангард Багратиона, французы, не ожидавшие атаки со своего левого фланга, сдали позицию и поспешно отступили за перевал к деревне Госпиталь (Хоспенталь), а союзники заняли Сен-Готард.

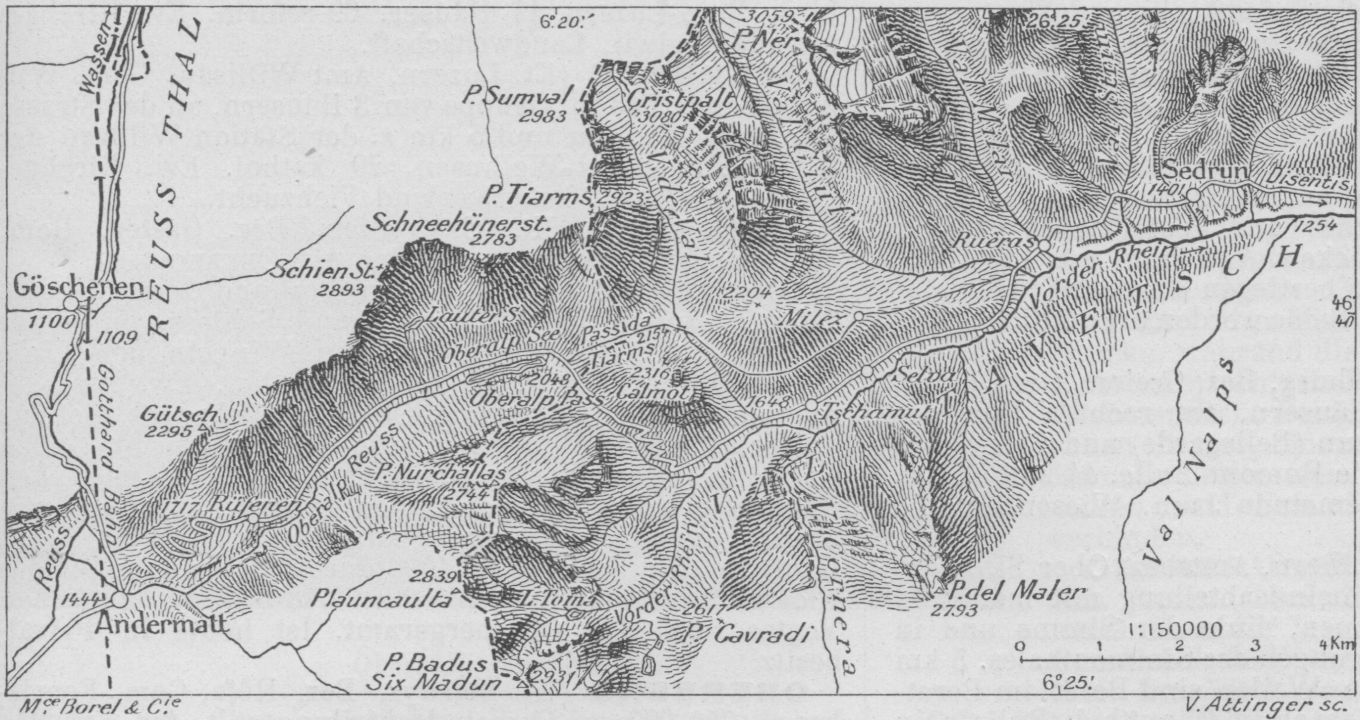
Карта-схема района Обер-Альп

В это время корпус А. Г. Розенберга и бригада Ауфенберга на рассвете выступили из Дисентиса и Тавеча (он же Седрён) в западном направлении, на Урзерн (Андерматт). Вскоре австрийцы повернули на север, чтобы пересечь горы и достичь Мадеранерталя, альпийской долины, которая вела на запад к Амштегу. Для переправы бригада Ауфенберга разделилась на три отдельные колонны, из которых средняя переправилась через перевал Крюцли.
В свою очередь А. Г. Розенберг атаковал с фронта и флангов два французских батальона 109-й линейной полубригады, расположенные южнее горы Криспальт (Crispalt Pign) и сбил их с позиции. Французы отступили к озеру Обер-Альп и, усиленные еще одним батальоном заняли перевал Обер-Альп на северной стороне озера. Розенберг отправил полк Мансурова вправо. Милорадович повел егерей Кашкина влево по крутому подъему вдоль южного берега озера. Главный удар в центре нанесли три полка под командованием генерал-лейтенанта М. В. Ребиндера. Сильно уступая в численности, французы тем не менее упорно сопротивлялись и отступили с боями к Узерну (Андерматт), где, подкрепленные небольшим резервом, заняли новую позицию. Их небольшой отряд также занял Урнерский проход (Урнер-Лох), ведший к Чёртову мосту.
Корпус А. Г. Розенберга, подошедший под прикрытием тумана, внезапно, после ружейного залпа, атаковал в штыки противника и после упорного боя заставил отступить к перевалу Фурка. Незнание местности и наступившая темнота не позволили преследовать отступивших французов, и Розенберг остановился на ночь у Урзерна (Андерматт). Русские в боях взяли в плен 41 француза и потеряли 150 убитых и раненых.
В тот же вечер российские егеря и казаки преследовали французов за Сен-Готардским перевалом и спускались в долину на другой стороне. В 21:00 они заняли Хоспенталь. В темноте за деревней Гюден собрал части 67-й и 109-й линейных полубригад и силами гренадеров попытался отбить Хоспенталь, но русские быстро отбросили их. Поскольку путь отступления на север был заблокирован войсками Розенберга, единственный путь отхода Гюдена вел на юго-запад, к перевалу Фурка. Сначала он обстрелял русских из своих двух пушек и одной гаубицы, затем бросил орудия и отправиться на Фурку. Суворов послал мушкетерские полки Велецкого и Тыртова следовать за Гюденом, пока тот не вышел из района боевых действий.
На следующий день Суворов оставил австрийцев Штрауха защищать Сен-Готард и долину у его подножия и двинулся к Чёртову мосту.